# Konrad III. Burgundijski
Konrad Burgundijski (tudi Konrad Miroljubni), kralj Burgundije, * 925, † 19. oktober 993.
Bil je drugi kralj združene Burgundije od leta 937 do svoje smrti.